# Place Iakoub Kolas

La place Iakoub Kolas (en biélorusse : Пло́шча Яку́ба Ко́ласа) est l'une des principales places de la ville de Minsk. Son nom est un hommage à l'écrivain Iakoub Kolas. 
Située à l'intersection de l'avenue de l'Indépendance et de la rue Iakoub Kolas, la place Iakoub Kolas, étendue sur une superficie de 52 000 m2, abrite la station de métro du même nom. Autour de la place se tiennent la Philharmonie d'État de Biélorussie (ru), le siège du Comité national olympique biélorusse (ancien bâtiment de l'Université d'État d'éducation physique) et le TSOUM, acronyme de « Magasin Central Universel ».

## Histoire

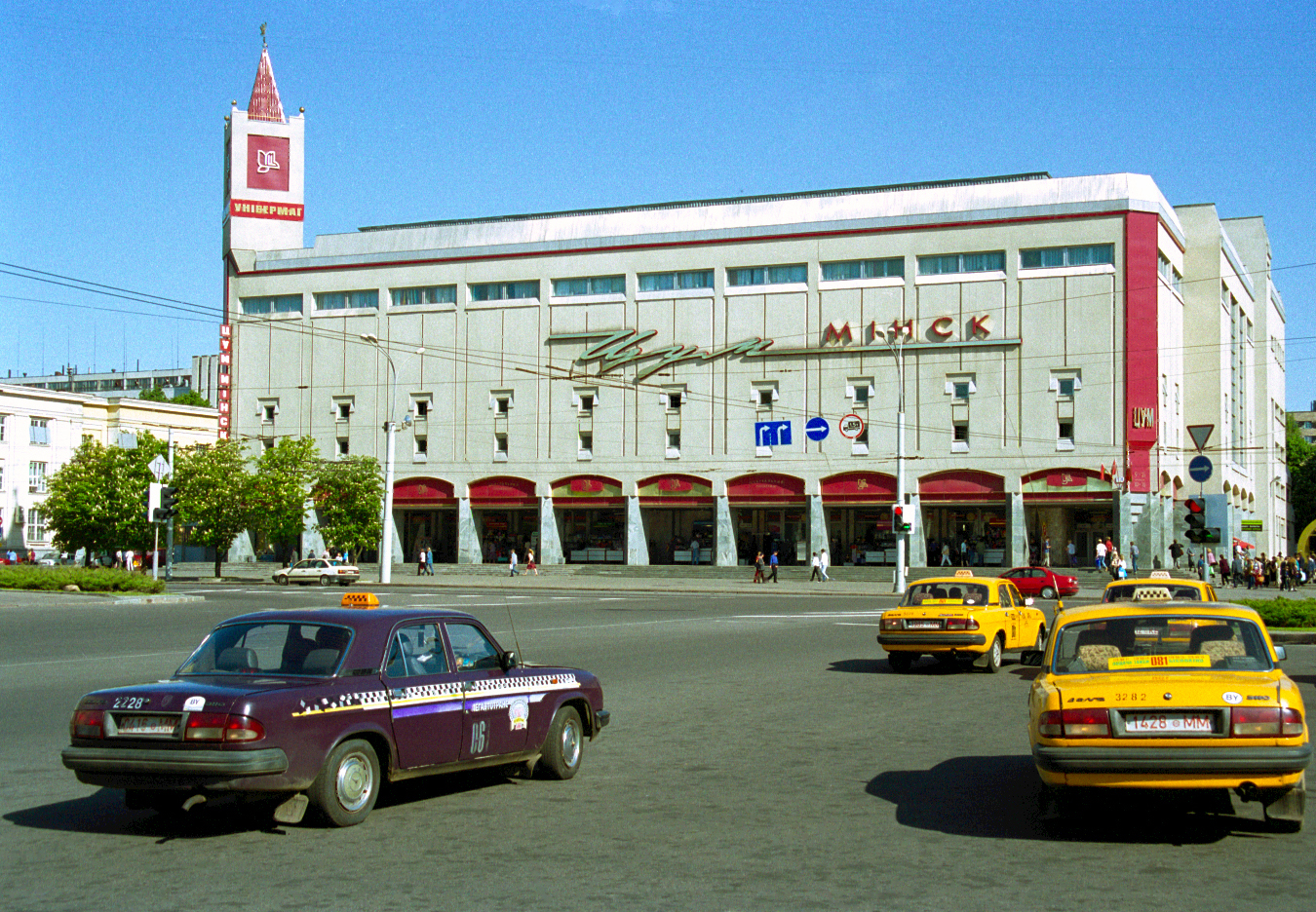
« Magasin Central Universel ».

L'emplacement actuel de la place Iakoub Kolas était occupé par un village du nom de Komarovka, apparu à la fin du XVIIIe siècle avant d'intégrer définitivement la ville de Minsk au milieu du XIXe siècle.
La place, alors nommée Komarovskaïa, commence à prendre forme dès les années 1930. La construction du bâtiment de l'Université d'État d'éducation physique débute en 1936.
En 1939 et 1940, plusieurs projets d'agencement de la place Komarovskaïa voient le jour, mais n'aboutissent pas à cause du déclenchement de la Grande Guerre patriotique.
En 1952, les travaux commencent selon les plans des architectes Mikhaïl Barchtch (ru), Leonas Aranauskas et  L. Matskevitch. Entre 1955 et 1961 sont construits plusieurs bâtiments, d'habitation et d'usine. La Philharmonie est achevée en 1963 et le TSOUM en 1964.
La place change de nom en 1956, après le décès de l'écrivain national Iakoub Kolas.
Entre 1962 et 1972 s'est tenue la sculpture d'un atome.
Pour fêter le 90e anniversaire de la naissance de Iakoub Kolas, un ensemble monumental a été érigé en l'honneur de l'écrivain. Cet ensemble, réalisé par le sculpteur Zaïr Azgour, représente Kolas assis sur une pierre, entouré par deux personnages de ses nouvelles : Symon le Musicien (« Сымон-музыка ») et le Vieux Talach (ru) (« Дед Талаш »).
La construction de la station de métro Place Iakoub Kolas débute en 1976 et s'achève en 1984.

## Galerie d'images

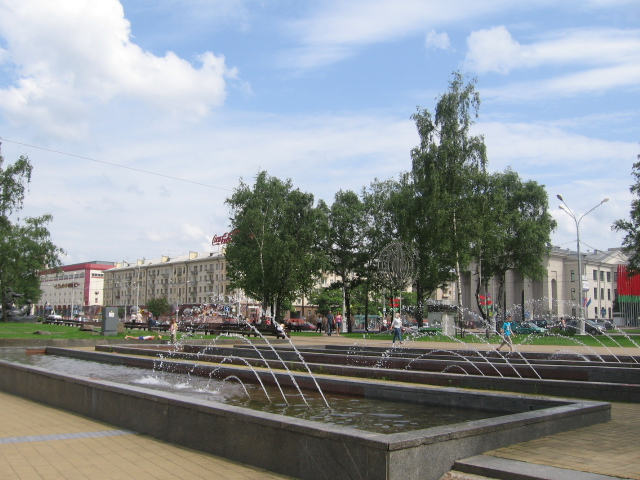
Fontaines
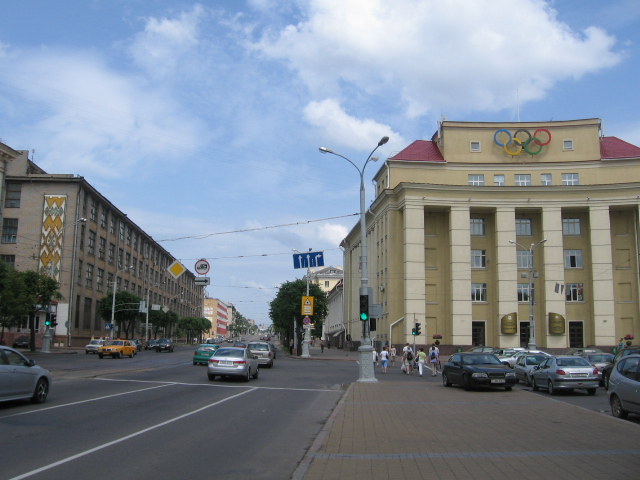
Siège du Comité national olympique